# Simon Mrashani
Simon Mrashani (Simon Mrashani Basiligitwa; * 18. April 1964) ist ein ehemaliger tansanischer Marathonläufer. Er war Angestellter der Polizeischule in Moshi. Seine Schwester Banuelia Katesigwa war ebenfalls als Marathonläuferin erfolgreich.

## Persönliche Bestzeiten
- Marathon: 2:11:34 h, 10. März 1991, Ōtsu (Japan)[2]
- Halbmarathon: 1:11:57, 11. November 2001, Frangarto (Italien)[3]
- 25-km-Lauf: 1:16:30 h, 2. Mai 1993, Berlin (Deutschland)[2]
- 10-Meilen-Lauf: 49:06 min, 19. Juni 1993, Borgholzhausen (Deutschland)[2]

## Ergebnisse
1991 siegte er beim Biwa-See-Marathon mit seiner persönlichen Bestzeit von 2:11:34 h, erreichte aber bei den Weltmeisterschaften in Tokio nicht das Ziel. Bei den Panafrikanischen Spielen 1995 in Harare gewann er Bronze.
1998 wurde er Sechster beim Vienna City Marathon und gewann Silber bei den Commonwealth Games in Kuala Lumpur hinter Thabiso Paul Moqhali aus Lesotho und vor seinem Landsmann Andea Geway Suja.
2003 startete er beim Singapur-Marathon, kam jedoch nur auf den 18. Platz.
Eine Auswahl seiner Ergebnisse ist:
| Jahr | Ort                     | Typ          | Rang | Zeit (h) |
| ---- | ----------------------- | ------------ | ---- | -------- |
| 1991 | Lake Biwa (Japan)       | Marathon     | 1    | 2:11:34  |
| 1991 | Honolulu (USA)          | Marathon     | 5    | 2:20:41  |
| 1995 | Antwerpen (Niederlande) | Marathon     | 3    | 2:16:08  |
| 1996 | Graz (Österreich)       | Marathon     | 2    | 2:23:51  |
| 1998 | Wien (Österreich)       | Marathon     | 6    | 2:13:19  |
| 2001 | Frangarto (Italien)     | Halbmarathon | 1    | 1:11:57  |
| 2002 | Prato (Italien)         | Halbmarathon | 1    | 1:10:55  |
| 2002 | Tokio (Japan)           | Marathon     | 1    | 2:24:59  |
| 2004 | Tradate (Italien)       | Halbmarathon | 1    | 1:15:14  |
| 2006 | Madrid (Spanien)        | Marathon     | 1    | 2:34:54  |
| 2007 | Inverness (Schottland)  | Marathon     | 1    | 2:55:04  |
| 2008 | Moshi (Tansania)        | Marathon     | 1    | 2:48:37  |
| 2008 | Nottingham (England)    | Halbmarathon | 1    | 1:16:36  |
| 2008 | Inverness (Schottland)  | Marathon     | 1    | 2:51:23  |
| 2009 | Kigali (Ruanda)         | Marathon     | 1    | 2:47:49  |
| 2009 | Daressalam (Tansania)   | 10-km-Lauf   | 1    | 0:33:52  |
| 2011 | Kigali (Ruanda)         | Marathon     | 4    | 2:59:53  |
| 2017 | Hannover (Deutschland)  | Marathon     | 6    | 2:59:33  |